# ディーワーリー

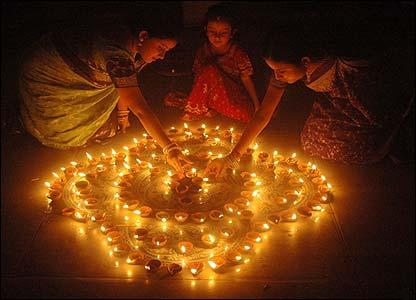
ディーワーリーの夜に灯かりを並べる女性達

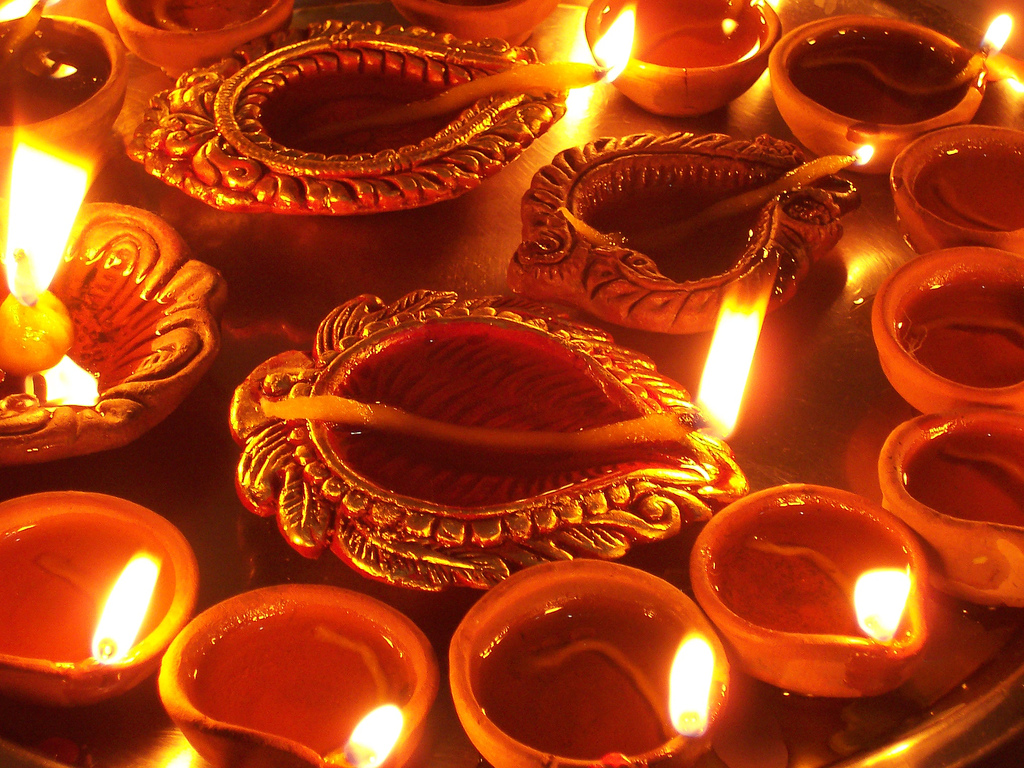
ディーワーリーの祭りで灯りが灯されたディヤ

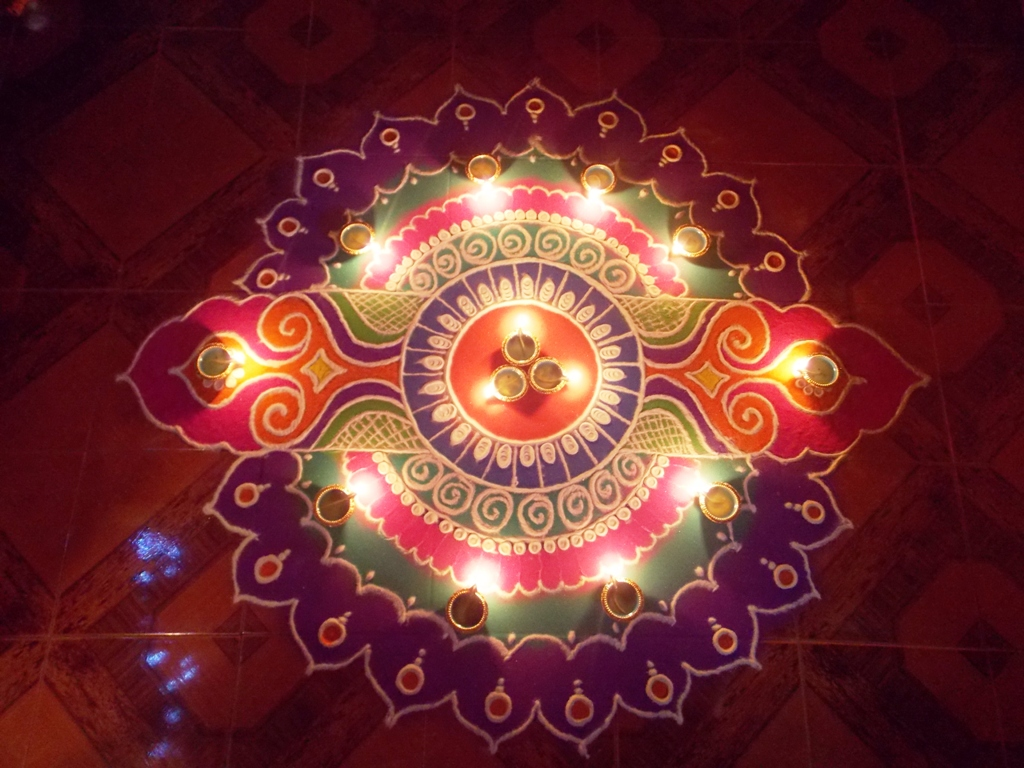
ディーワーリーに飾られたランゴーリーとディア

ディーワーリーまたはディワリ（ヒンディー語: दीवाली, dīwālī、サンスクリット: दीपावली, Dīpāvalī）は、インドのヒンドゥー教のお祝いである。別名「光のフェスティバル」とも呼ばれ、ヒンドゥー暦のカールッティカ月の新月の夜（グレゴリオ暦では10月から11月）に5日間かけて祝われる。
ディーワーリーの時期になると、祭りに向けて自宅や職場の掃除や改修を行い、ディヤ（オイルランプ）やランゴーリーで装飾を行う。
ジャイナ教では同じ日を開祖マハーヴィーラがニルヴァーナを得た日（命日）として祝う。

## 概要
シンガポールやスリランカでは祝日になっている。
この日は、ヒンドゥー教の女神ラクシュミーをお祝いする。
- 前日：断食をする
- 1日目： ダンテーラス
- 2日目： ナラクチャトゥルダシー
- 3日目： ラクシュミー・プージャー（ラクシュミーにお祈りをする）
- 4日目： 新年
- 5日目： バーイー・ドゥージュ

ディーワーリーの期間中は買物をすると縁起が良いとされ、特に耐久消費財の需要が伸張する。自動車、家電業界などではこの時期をかき入れ時として販売に力を入れる。
2013年のディーワーリーは、11月1日～6日まで実施され、この期間、郵便局や会社は休みとなる。

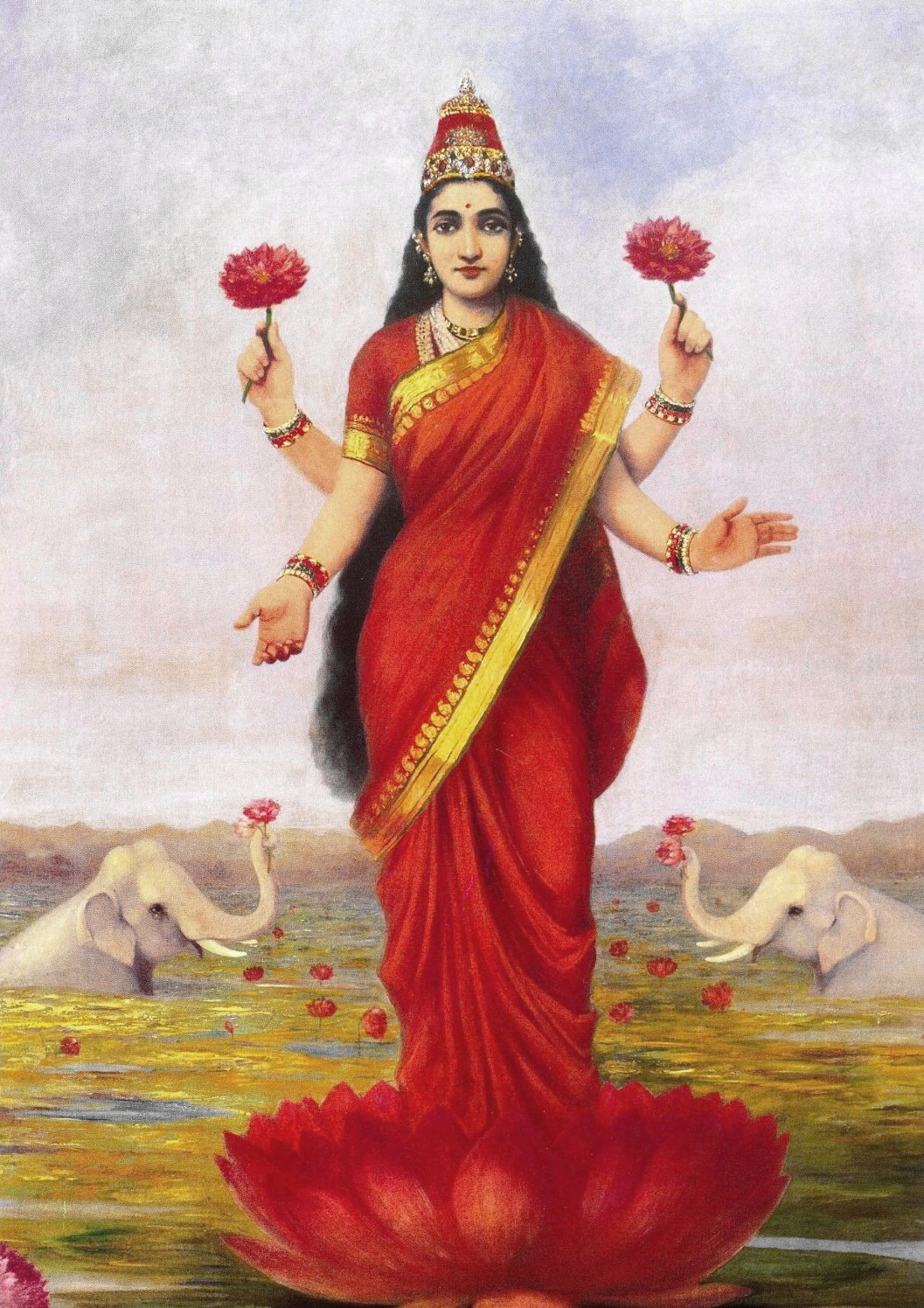
女神ラクシュミー
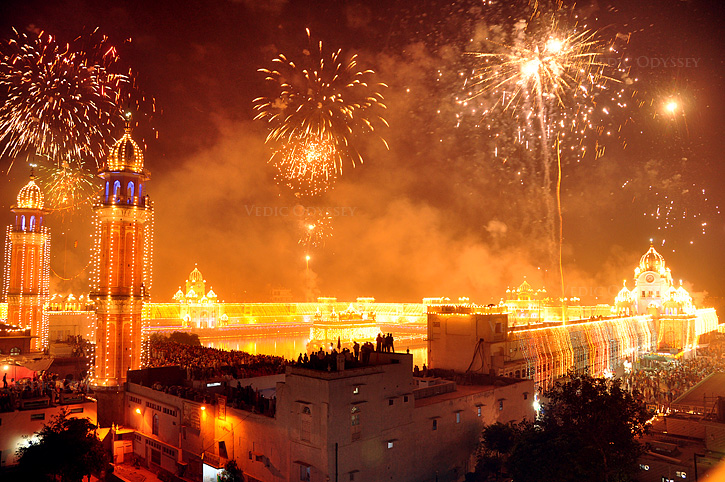
花火の打ち上げ
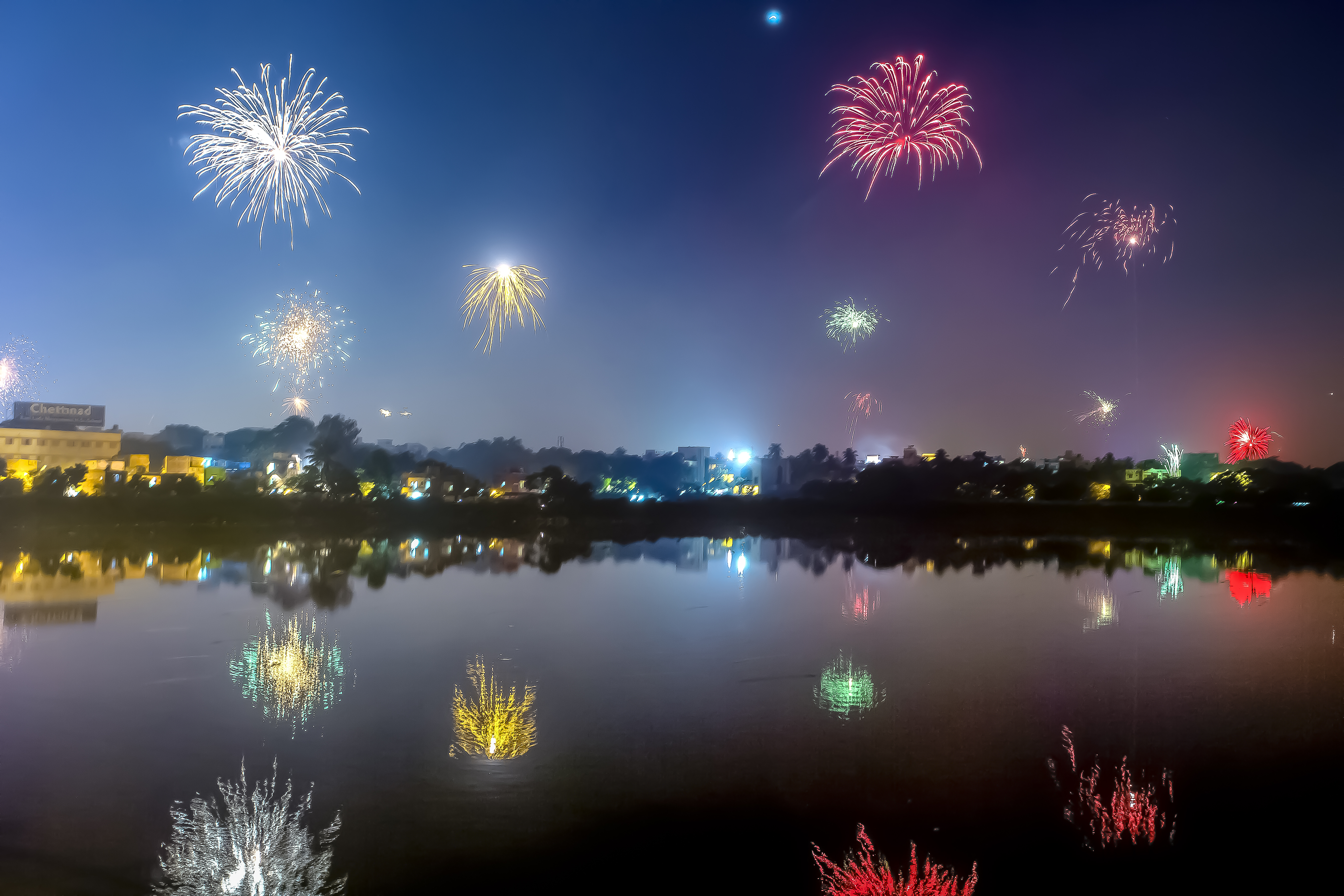
花火の打ち上げ

年々、各地で華やかな電灯が登場し、派手な飾り立て行われることが有名となっているが、本来は素焼きの器に火を灯す行事であった。

## 花火・爆竹と大気汚染問題
インドのニューデリーでも、例年大量の爆竹や花火を使用した祝祭が行われてきたが、その煙が、2010年代以降深刻化した都市の大気汚染の一因として問題視されるようになった。2016年と2017年、インド最高裁判所は首都ニューデリーでディーワーリー前の爆竹の販売を禁止する判断を下した。この決定に抗議したり、市外や密買業者から花火を購入したりするニューデリー市民もいる。